# Lomonosovova univerzita
Moskevská státní univerzita M. V. Lomonosova (rusky Московский государственный университет имени М. В. Ломоносова; Moskovskij gosudarstvennyj universitět imeni M. V. Lomonosova; zkratka MGU) je nejstarší a největší univerzita v Rusku. Sídlí v Moskvě.

## Historie
Pod názvem Imperátorská moskevská univerzita (Императорский Московский университет) byla založena 25. ledna 1755 na popud carevny Alžběty Petrovny. Její založení mezi jinými inicioval a značnou měrou na něm participoval ruský vědec, přírodovědec a polyhistor Michail Vasiljevič Lomonosov, který byl také jejím prvním rektorem, podle vzoru univerzity v Götingen.
Univerzitu, která měla vychovávat především mládež neurozeného původu, tvořily původně tři části – filosofie, práva a medicína. Koncem 18. století univerzita dosáhla vysoké úrovně především v přírodních vědách a matematice, v jejích vědeckých i výukových programech dominovaly ideje osvícenství. V roce 1804 nový statut rozšířil autonomii univerzity; tu následně car Mikuláš I. omezil, volnomyšlenkářské ideje na univerzitě však zůstaly stále živé. V roce 1883 byl schválen nový statut výuky, kterým bylo jednak rozšířeno spektrum vědeckých výzkumů, jednak změněn systém vedení univerzity. Reforma cara Alexandra II. v roce 1884 opět univerzitě odebrala autonomii výuky.
Po roce 1917 se univerzita stala státní školou a byla podrobena reorganizaci. Název se změnil na Moskevská státní univerzita; později ještě několikrát byla instituce přejmenována: např. v letech 1932–37 se jmenovala Moskevská státní univerzita M. N. Pokrovského, podle v té době známého marxistického historika. Současný název, přijatý na počest slavného Lomonosova, univerzita obdržela v roce 1940 (mezi roky 1955–91 ještě rozšířený o čestné označení nositelka Leninova řádu a Řádu rudého praporu práce). Od 30. do 50. let 20. století byla existence univerzity a její život zcela podřízen bolševické ideologii a politice. V polovině 50. let 20. století se v epoše všeobecného společenského „tání“ rozvinula – byť omezená – liberalizace a rozvoj výuky. V roce 1992, po rozpadu Sovětského svazu a konci vlády komunistů, vešel v život nový statut zajišťující univerzitě plnou autonomii.
V letech 1999 až 2025 na univerzitě fungoval Institut výzkumu podstaty času, který měl zkoumat možnosti teleportace a cestování časem.

## Současnost
V současné době má univerzita 40 fakult, přes 300 kateder, 360 laboratoří, 163 studijních kabinetů a 9 vědeckovýzkumných ústavů. Rektorem je matematik Viktor Antonovič Sadovničij. V roce 2008 měla univerzita na 32 500 studentů, 4 500 doktorandů, na 10 000 posluchačů přípravného studia – dohromady na 47 000 osob, jež vzdělávalo (včetně externích) na 9 000 vysokoškolských pedagogických pracovníků, dalších cca 15 000 osob pomocného a obslužného personálu zajišťuje chod univerzity. Lomonosovova univerzita pořád dominuje v žebříčku nejlepších vysokých škol v Rusku podle agentury „Expert RA“.
Celkem 11 absolventů školy získalo Nobelovu cenu (z celkového počtu 18 ruských vědců, kteří cenu získali).

## Budovy

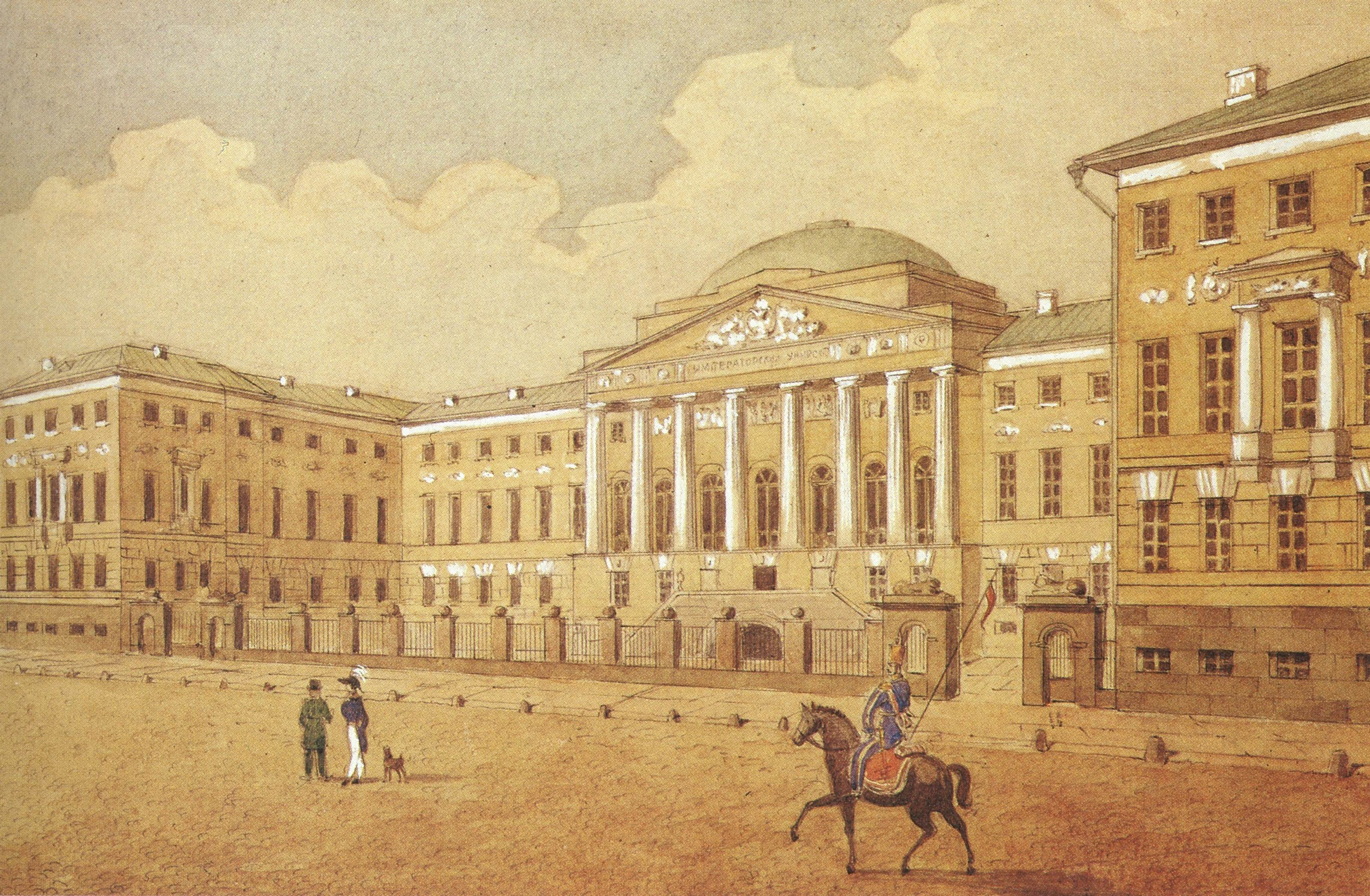
Hlavní budova univerzity (dnes sídlo jejího Institutu zemí Asie a Afriky) v 19. století, postavená v empírovém stylu v letech 1817–19 švýcarsko-italským architektem D. Gilardim

Původním sídlem univerzity byla budova na Rudém náměstí v Moskvě, v místě Historického muzea. Teprve v letech 1786–1793 vznikla na průsečíku dnešní Gercenovy ulice a Marxova prospektu nová stavba, budovaná v klasicistním stylu již jako objekt univerzity. Budova v roce 1812 při požáru Moskvy za války s Napoleonem vyhořela a v letech 1817–1819 byla přestavěna; je považována za typický příklad ruského empírového stylu. V letech 1833–1836 byly vybudovány nové objekty v těsné blízkosti původní stavby, komplex doplňoval univerzitní kostel, později přeměněný na kulturní dům. Před novou univerzitní budovou byl postaven Lomonosovův pomník. Rotunda kryjící jedno křídlo stavby je sídlem univerzitní knihovny. Před centrální částí budovy se nacházejí pomníky revolucionářů Alexandra Gercena a Nikolaje Ogareva, kteří na univerzitě studovali.
V letech 1948–1970 získala univerzita zcela novou lokalizaci i nový komplex budov (kampus), a to na Vrabčích (tehdy Leninských) horách, jihozápadně od centra města. Bylo tu vybudováno na 320 hektarech na 30 hlavních univerzitních budov a 20 budov obslužných. Založen byl též park a sportovní areál, botanická zahrada a astronomická observatoř. Hlavní budova univerzity, která se velmi rychle stala jedním ze symbolů Moskvy, byla vystavěna v letech 1949–1953.